# 일진 (영화)
일진은 2018년에 개봉한 대한민국의 영화이다. 

## 캐스팅
- 이승용 : 박영호 역
- 고진수 : 양기태 역
- 김민 : 혜진 역
- 여주영 : 박찬미 역
- 김윤지 : 영호 모 역
- 이정현 : 천길 역
- 송범규 : 윤수 역
- 이창선 : 해철 역
- 윤준호 : 찬호 역
- 이훈희 : 최상운 역
- 유지용 : 강학수 역
- 지웅배 : 진수 역
- 홍가 : 민상 역
- 문만승 : 정호 역
- 김지은 : 윤희 역
- 최소담 : 수정 역
- 이재한 : 상기 역
- 구정민 : 정일 역
- 박현준 : 태훈 역
- 이광기 : 민호 역
- 박상욱 : 중년 1 역 (우정출연)
- 이일우 : 중년 2 역 (우정출연)
- 박종환 : 선생님 역 (우정출연)
- 이선구 : 김 관장 역 (우정출연)

## 같이 보기
- 2018년 대한민국의 영화 목록